# ヨコハマプラザホテル
ヨコハマプラザホテルは、かつて神奈川県横浜市の横浜駅前に所在していたホテルである。

## 設備
横浜駅東口、崎陽軒本店と国道1号線の間に位置する。客室はシングル55室、ツイン50室、ダブル6室、トリプル5室、和室2室の計118室。桜、芙蓉、葵、羽衣の4つの宴会場を有した。17階建てで、客室は7階から13階。低層階は商業施設「ハマプラザ」で、花屋・飲食店・歯科・横浜ポルタ従業員食堂（晩年は休憩室に転換）・アニメイト・らしんばん・メディアカフェポパイなどのテナントが入居していた。

## 歴史
1974年9月19日にヨコハマプラザホテル開業。2005年6月よりリニューアル工事に着手、同年12月に完成した。2017年3月に公表された耐震診断の結果、建物の除却が決定し、同月中にホテルの営業を終了した。
ホテルの営業終了後も商業フロアのテナントの一部は営業を継続したが順次閉店し、残るアニメイト横浜店も2019年3月19日にハマプラザでの営業を終了し、同21日に横浜ビブレへ移転した。
ヨコハマプラザホテルの正面玄関近くには「日本ガソリンスタンド発祥の地」の碑があり、ヨコハマプラザホテル建設時に設置されたものであるがそれ以上の詳細は不明で、明治時代にこの地に油槽所があり、灯油の小売を行っていたこから設置されたのではないかと推測されている。なお1965年ごろの航空写真には同地にはESSOの看板が掲げられた給油所があり、また1956年の地図ではこの地に「横浜米油」の給油所が確認でき、ヨコハマプラザホテルも横浜米油株式会社が運営していた。